# Jackie Wright
John (Jackie) Wright (Belfast, ca. 1905 - aldaar, januari 1989) was een Iers acteur en komediant. Hij is bekend om zijn rol als kale sidekick in The Benny Hill Show, waarbij Benny Hill vaak snel op zijn hoofd slaat. 
Wright was de oudste in een gezin van twaalf kinderen. Hij werkte eerst in de auto-industrie, waarbij ook een periode in de Verenigde Staten bij Cadillac. Echter tijdens de Grote Depressie keerde Wright weer terug naar Ierland, waar hij ging werken in de entertainment als muzikant en komediant. Hij werd ontdekt door Benny Hill die hem vroeg met hem samen te werken. Dit kende een langdurige samenwerking in The Benny Hill Show, totdat Wright in 1983 zich terug moest trekken vanwege diens slechte gezondheid. Met veel eerder geschoten beelden kon hij tot 1985 in de Benny Hill Show verwerkt worden. Na een lang ziekbed overleed Wright in het ziekenhuis van Belfast. Benny Hill zei naar aanleiding van zijn overlijden het volgende: He was a lovely little fella... I'm saddened beyond words." 
Wright had in Amerika een cultstatus, waar hij zelfs zijn eigen fanclub had. Hij werd ook wel the little bald guy (in het Nederlands: de kleine kale) genoemd; hij was slechts 1,50 meter lang. 

## Filmografie
- The Best of Benny Hill, (1974)
- Three for All, (1975)
- Benny Hill's Video Revue, (1981)
- Video Spotlight, (1985, niet op aftiteling)

## Televisieseries
- The Dick Emery Show, (1963)
- The Benny Hill Show, (1968-1985)
- Whoops Baghdad!, (1973)
- The Basil Brush Show, (1976)
- Angels, (1976)
- The Benny Hill Show, (1980)
- The Jim Davidson Show, (1981-1982)
- Jim Davidson's Special, (1983)